# Irina Rodríguez
Irina Rodríguez Álvarez (ur. 16 września 1977 w Barcelonie) – hiszpańska pływaczka synchroniczna, medalistka olimpijska z Pekinu i olimpijka z Aten, ośmiokrotna medalistka mistrzostw świata.
W 2004 wystąpiła w rozgrywanych w Atenach letnich igrzyskach olimpijskich, podczas których rywalizowała w konkurencji drużyn i zajęła 4. pozycję z rezultatem 96,751 pkt. Cztery lata później startowała w letnich igrzyskach olimpijskich w Pekinie, biorąc tam udział także wyłącznie w rywalizacji drużyn i zdobywając srebrny medal dzięki rezultatowi 98,251 pkt.
Począwszy od 1998 roku, sześciokrotnie startowała w mistrzostwach świata – medale zdobywała na czempionatach w Barcelonie (1 srebrny), Montrealu (2 brązowe), Melbourne (1 srebrny, 1 brązowy) i Rzymie (1 złoty, 2 srebrne). W latach 2002–2010 na mistrzostwach Europy (m.in. Berlin, Madryt i Budapeszt) wywalczyła osiem medali, w tym trzy złote.